# Голодный (остров)
Остров Голодный —  речной остров Волги, часть Волго-ахтубинской поймы, административно входит в состав Кировского района Волгограда.

## География
Составляет островную систему с островом Сарпинский, относимую к особо охраняемым природным территориям. Голодный и Сарпинский ранее возможно были одним островом, сейчас отделены друг от друга воложкой Щучий проран. С южной стороны омывается основным руслом Волги, с северной — её рукавом «Воложка-куропатка». Примерная длина острова — 6,5 километра, ширина — 2,5 километра. На Голодном расположены несколько озёр, кустарники и деревья.
На острове располагаются садоводческое некоммерческое общество «Маяк» и  туристическая база. В 1975 году на Голодном начали работу  очистные сооружения Волгограда. 

## История
Сарпинский или Голодный могут быть тем островом, на котором первоначально располагалась крепость Царицын, контролировавшая Волжский торговый путь и восточную часть волгодонской переволоки. Такое описание составил английский купец Московской кампании Христофор Берро в 1579 году. Этот остров не был нанесен на карты, а в 1615 году Царицын упоминается уже на волжском берегу. Ни на Сарпинском, ни на Голодном не сохранилось остатков крепостей, вероятно они были размыты Волгой.

## Административно-территориальное деление
До 2008 года Сарпинский и Голодный административно входили в состав Красноармейского района Волгограда.